# Selknam
De Selknam (Selk’nam), ook wel Onawo of Ona genoemd, waren een volk dat op Vuurland in het zuiden van Argentinië en Chili woonde. Ze waren een van de laatste inheemse volkeren die in contact kwamen met de Europeanen in de late 19de eeuw. Het was een nomadisch volk. De laatste Selknam overleed in 1974.

## Benaming

Woongebieden van (voormalige) inheemse volken

De naam Selknam is de eigen benaming, en betekende "mannen" of "mensen". Het naburige Yahgan-volk noemde hen Ona, wat zoiets als "noordelijk" betekende; ze leefden op het eiland ten noorden van de Yahgan. De term Ona werd ook gebruikt door Thomas Bridges (ca. 1842 - 1898) die als Anglicaans missionaris op Vuurland werkzaam is geweest. De Oostenrijkse priester en antropoloog Martin Gusinde (1886-1969), en sommige anderen, maakten wegens de culturele overeenkomsten nauwelijks onderscheid tussen de Selknam en het naburige Haush-volk.

## Oorsprong
De gletsjers na de laatste ijstijd waren vermoedelijk rond 8000 à 7000 v.Chr. uit de omgeving van de Straat van Magellaan verdwenen; het gebied tussen de Golf van Penas en de Straat van Magellaan raakte daarna vanuit het noorden bevolkt, volgens Chapman gebeurde dat redelijk snel. De oudste vindplaats op Vuurland waaruit menselijke bewoning valt af te leiden, dateert uit omstreeks 7500 v.Chr. Deze vindplaats ligt op Noordwest-Vuurland aan de oever van Useless Bay (Bahia Inútil). Er werden botten van de guanaco en van zeezoogdieren gevonden, en resten van schaal- en schelpdieren. De oudste vondsten langs het Beaglekanaal aan de zuidkant van Vuurland dateren van omstreeks 4000 v.Chr.
Niet duidelijk is, wanneer van een Selknam-volk gesproken kan worden en wanneer zij vanuit Patagonië op Vuurland arriveerden. De meeste auteurs denken dat de Selknam op Vuurland terecht kwamen toen de Haush daar al woonden. Selknam zijn verwant met de Haush en de Tehuelche, de drie groepen worden verondersteld af te stammen van een gemeenschappelijk voorouder-volk in Patagonië. Deze drie volken, die wel "voet-indianen" worden genoemd leefden van de jacht, vooral op guanaco's, en hebben geen traditie van gebruik van vaartuigen. De Selknam waren net als de Haush vanuit Patagonië te voet op Vuurland gekomen, in tegenstelling tot de Yahgan en Alacalufe, de "kano-indianen", die langs de Pacifische kust zuidwaarts waren getrokken. De Tehuelche bleven in Patagonië.
De Straat van Magellaan moet voor de Selknam een enorme barrière zijn geweest. De Amerikaanse explorer Charles W. Furlong (1874-1967) stelde dat in de rustige tijd van het jaar sommigen van hen kano's gebruikt kunnen hebben. Ook denkt hij dat de kano-indianen (Yahgan of Alacalufe) behulpzaam zijn geweest bij het overvaren van Selknam (en Haush) naar Vuurland.

## Woongebied

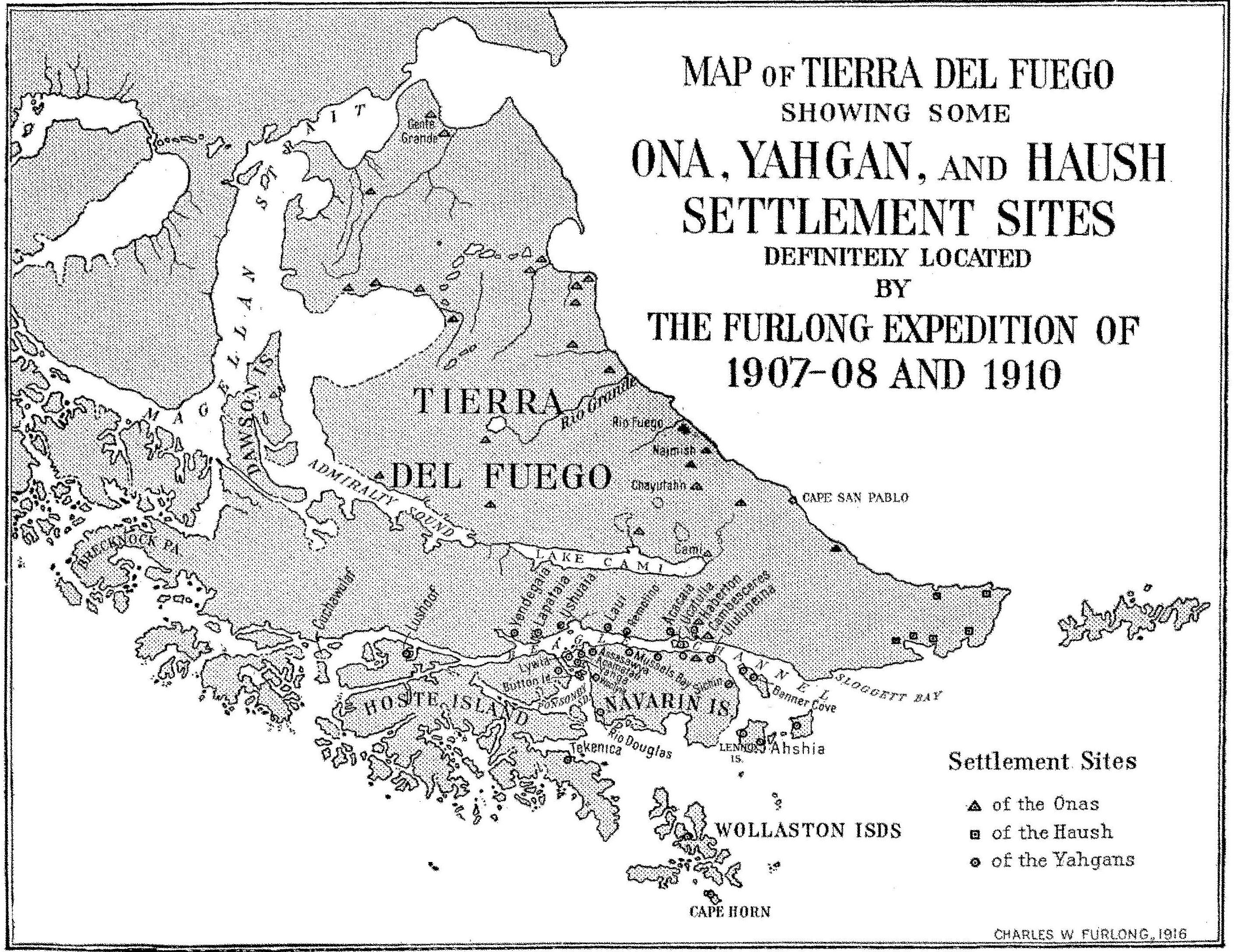
Vestigingsplaatsen van de Selknam, Haush en Yahgan

De Haush bewoonden geheel Vuurland, voordat de Selknam arriveerden. Na vanaf het vasteland te zijn overgestoken, hebben de dominantere Selknam mogelijk velen van de Haush gedood of via huwelijken in hun volk opgenomen, de rest werd verdreven naar de oostelijke punt van het schiereiland. Aan het begin van de 20e eeuw was het woongebied van de Selknam door de komst van Europeanen inmiddels gereduceerd tot de zuidelijke helft van Vuurland, en was hun aantal afgenomen van ruim 3000 tot circa 500.

## Cultuur

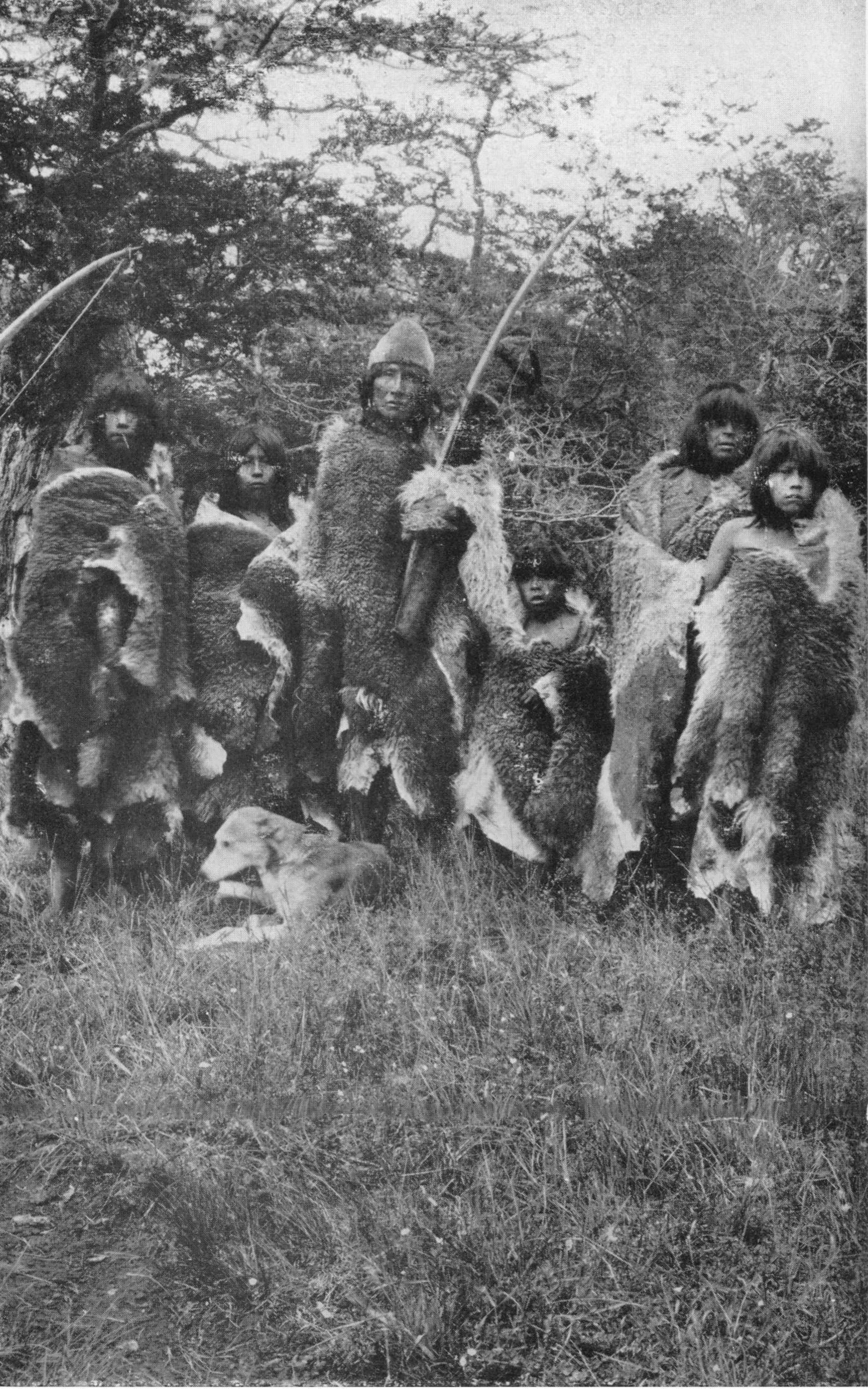
Selknam in guanaco-huiden (1917), foto van Furlong

De Selknam leefden in grote familieverbanden, die ieder een lange strook land gebruikten die reikte vanaf de kust tot de jachtgebieden landinwaarts. Zo konden ze zowel voedsel uit zee als op land verkrijgen. De gezinnen (bestaande uit vijf tot zes personen) binnen het grootfamilieverband migreerden ieder voor zich binnen het territorium van het grotere verband. In de winter hield men zich vooral op in de kuststrook, maar niet uitsluitend. Als er in de winter in het binnenland sneeuw lag, was het gemakkelijker op guanaco's te jagen. In de zomer verbleven de gezinnen vaker landinwaarts. Grootfamilies van verschillende territoria ontmoetten elkaar bij het uitvoeren van riten, uitwisselen van giften en het verdelen van gestrande walvissen.
Ze maakten hun kleding van guanaco-huiden. Hun onderkomens waren eenvoudige halfronde windschermen ter grootte van circa 3x4 meter. Deze waren gemaakt van aan elkaar genaaide guanaco-huiden die aan stokken van 1,7 meter lang werden bevestigd, of indien aanwezig, aan bomen. Deze hutten lijken nauwelijks geschikt te zijn geweest voor de winter. Toen de Selknam na de komst van Europeanen de beschikking kregen over ijzeren bijlen en ze gemakkelijker langere en zwaardere stokken konden maken, werd overgeschakeld op wigwams die alleen van boven open zijn. Dat gebeurde vooral op het zuiden van Vuurland, waar meer hout beschikbaar is. Wegens de nomadische leefwijze werden vaste onderkomens vrijwel niet toegepast.
Een man kon 2 à 3 vrouwen hebben, soms meer. Toen in het laatste kwart van de 19e eeuw het aantal inheemsen begon af te nemen en gebrek aan partners ontstond, nam polygamie af. Het was niet toegestaan om te huwen met een familielid tot en met een achterneef/nicht. Mannen moesten daarom over het algemeen vrouwen zoeken in het territorium van een andere grootfamilie. Het kwam ook voor dat vrouwen werden gekidnapt, of dat ze na een conflict tussen twee stammen, door de overwinnaars werden meegenomen.
De Selknam jaagden met pijl en boog op guanaco's, vossen, ganzen en zeehonden, de laatste ook met netten. Kamratten werden opgegraven en gedood met een stok. Vis werd door vrouwen gevangen met een speer; dat gebeurde bij laag water in poelen op het strand. Ook profiteerden ze van gestrande walvissen. Ze gebruikten echter veel minder voedsel uit zee dan het naburige Haush-volk. Vlees werd niet rauw gegeten maar boven vuur gebraden. Plantaardig voedsel werd vrijwel niet gegeten, slechts wat wortels en bessen. De Selknam beschikten over honden, die ook bij de jacht op guanaco's werden ingezet.

##### Taal
Volgens Gusinde was er weinig verschil tussen de Selknam en de Haush, wel was voor hem duidelijk dat ze elkaar vrijwel niet konden verstaan.  
De talen die de Selknam en de Haush spraken, behoorden beide tot de Chonantalen, maar waren dus amper onderling verstaanbaar. Ook de Tehuelche in Patagonië spraken een Chonantaal. Het Selknam werd gutturaal en niet-melodieus gesproken, en kende het gebruik van klikgeluiden, zoals ook in sommige Zuid-Afrikaanse talen.

## Contact met Europeanen

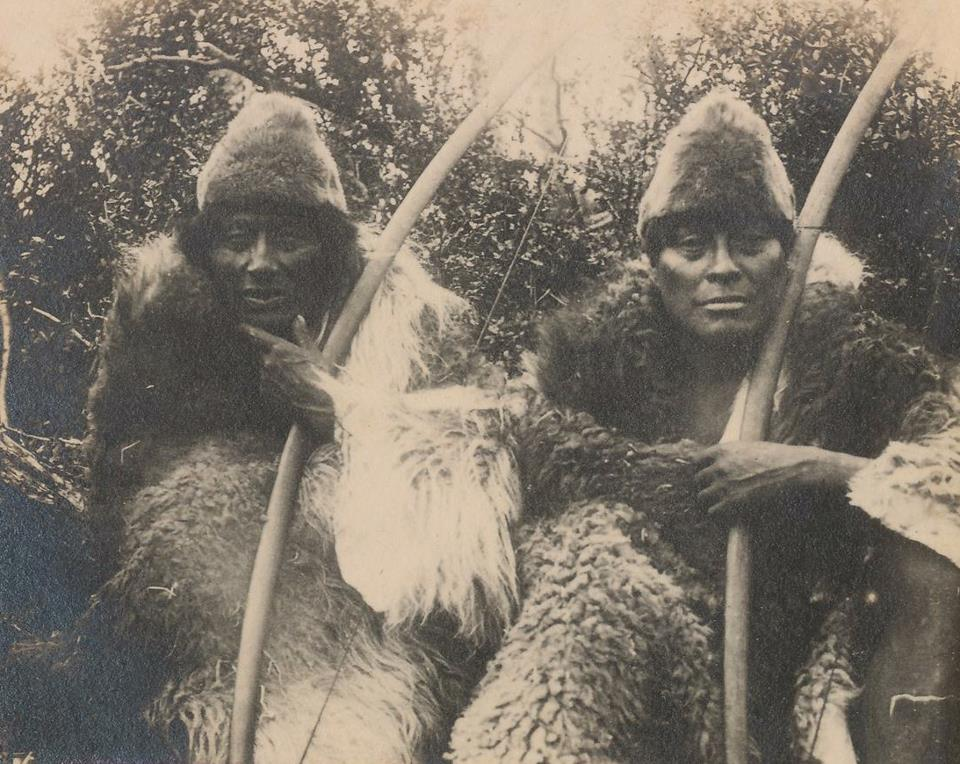
Selknam, omgeving Ushuaia, circa 1890

Toen Magellaan voor het eerst langs hun woongebied voer, zag hij slechts hun vuren maar kwam niet met hen in contact.

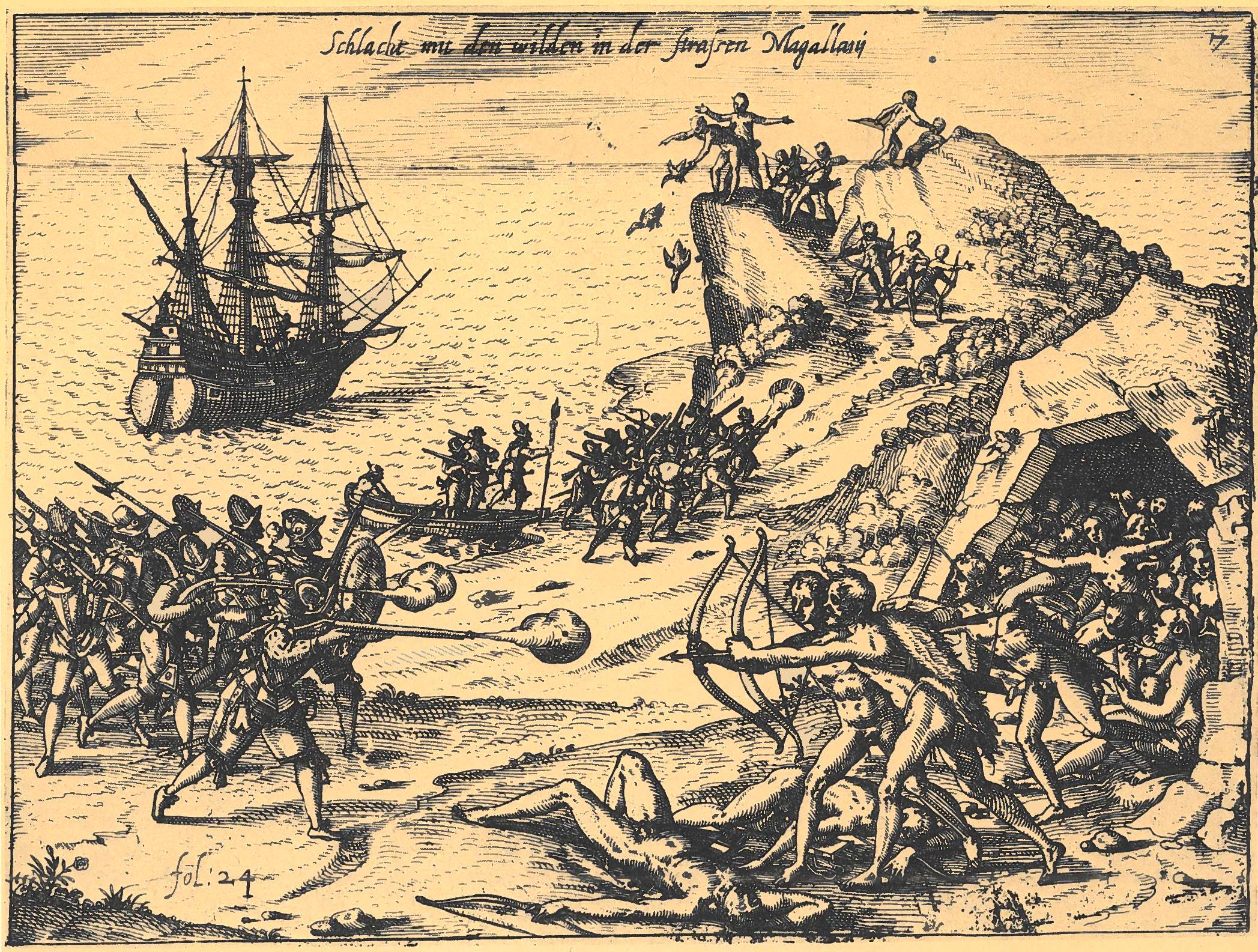
Olivier van Noort (1599) bij Punta Catalina

In 1579 vond het eerste contact met Europeanen plaats, toen Pedro Sarmiento de Gamboa door de Straat van Magellaan voer. Bij de Bahía de Gente Grande, aan de westkant van Vuurland, kidnapte hij enkele Selknam, die hij meenam naar Spanje. Olivier van Noort legde in 1599 aan bij de oostelijke ingang van de Straat Magellaan om pinguïns te vangen voor voedsel. Daar werden ze door een groep Selknam bestookt met pijl en boog, waarop zijn manschappen met hun vuurwapens enkele tientallen Selknam doodden en zes kinderen meenamen. De kinderen stierven in de weken erna aan boord.
Daarna bleven de contacten ruim 200 jaar beperkt tot de bemanningen van incidenteel gestrande schepen, die vaak hulp van de indianen nodig hadden om te kunnen overleven. In 1875 had Thomas Bridges, die als missionaris vanuit Ushuaia werkte, voor het eerst contact met hen. Rond 1880 vestigde zich de eerste schapenboerderij op het noordwesten van Vuurland. Er volgden er meer, waarbij de Selknam geleidelijk naar de zuidelijke helft van het eiland werden verdreven, en bovendien slachtoffer werden van moordpartijen en door Europeanen meegebrachte ziekten. Het zuiden van Vuurland is minder geschikt voor bewoning, met bossen, moerassen en moeilijk over te steken heuvelruggen. De guanaco als belangrijkste voedselbron is er veel minder talrijk.
Bedroeg het aantal Selknam in de 19e eeuw naar schatting circa 3000, rond 1915 waren er nog ongeveer 800 overgebleven, die alleen nog het gebied ten zuiden van de Río Grande bewoonden. Deze rivier stroomt van west naar oost dwars door Vuurland en mondt bij Río Grande uit in de Atlantische Oceaan. Thomas Bridges stelde een aantal inheemsen ruimte ter beschikking op zijn in 1886 gevestigde boerderij, Estancia Harberton, in een poging hen te beschermen tegen de verdringing en aanvallen door Europeanen. Zijn zoon Lucas Bridges, die de Selknam goed kende en hun taal sprak, gaf later ook een aantal Selknam werk op een tweede veehouderij. Op de veehouderijen van de Bridges leerden ze rond het jaar 1900 voor het eerst paardrijden; de Tehuelche hadden zich veel eerder het gebruik van het paard eigen gemaakt.

## Uitsterven

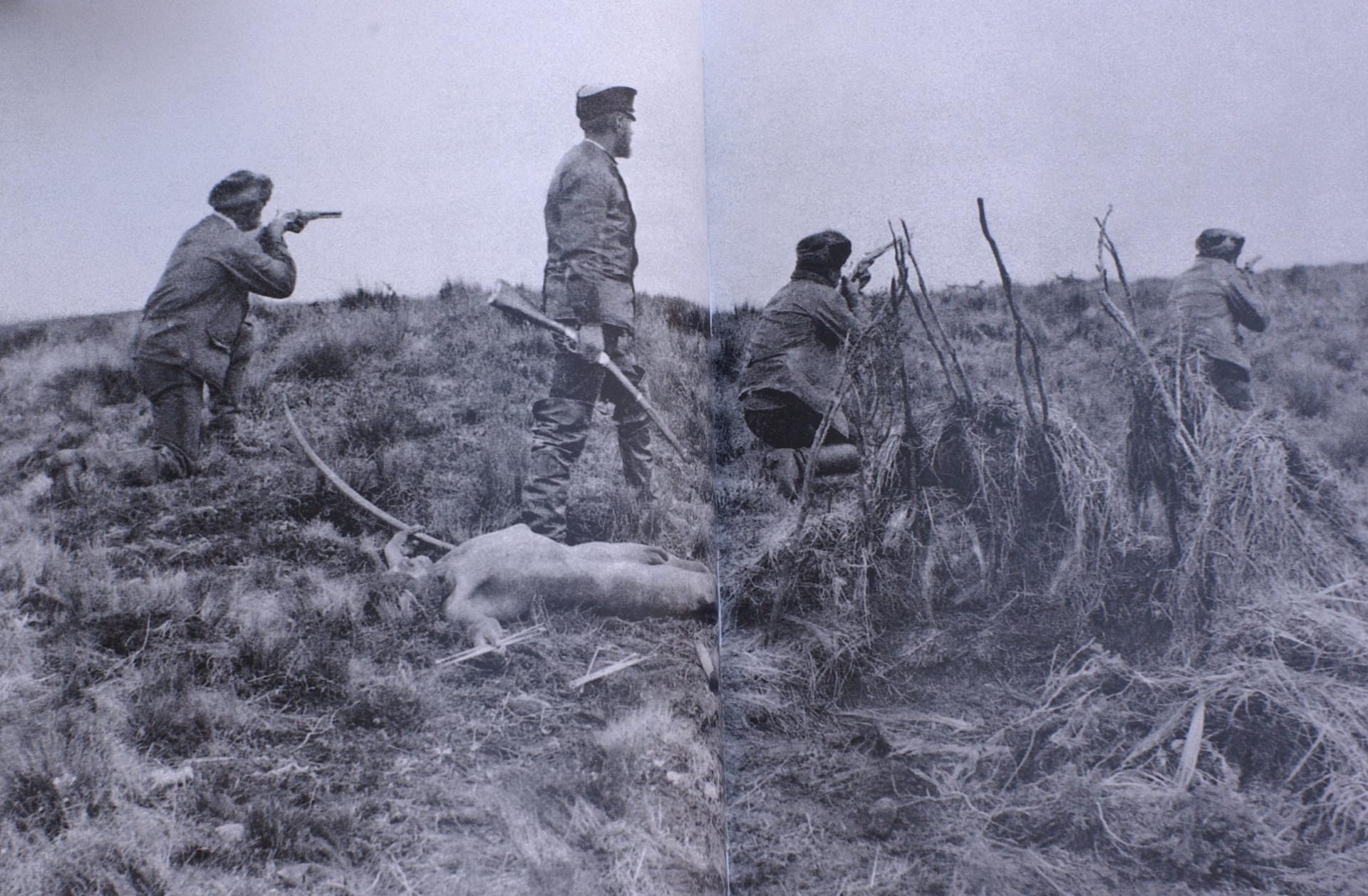
Julius Popper op indianenjacht, een gedode man aan zijn voeten

De omvang van de Selknam-bevolking nam dus af na het contact met Europeanen. Nadat James Cook had gerapporteerd over de grote aantallen zeezoogdieren langs de kusten van Zuid-Amerika, kwam rond 1785 de commerciële walvisvaart op gang. Hiermee ging een voedselbron (gestrande walvissen) voor de inheemse bewoners geleidelijk verloren. In de tweede helft van de 19e eeuw begonnen zich schapenboerderijen te vestigen in de gebieden van de Selknam en Haush. Zonder een idee te hebben van het westerse begrip "privé-bezit", waren de schapen voor de inheemse bewoners gemakkelijk te bejagen prooien. De veehouders organiseerden milities om de indianen te doden. Ook loofden ze premies uit voor elke gedode indiaan. Een groot aandeel hierin had Julius Popper met zijn privé-leger. De gedecimeerde inheemse bevolking stierf op den duur aan ingevoerde Europese ziekten.
In 1908 schreef de Amerikaanse antropoloog Furlong een pleidooi voor bescherming van de resterende bewoners, (met name de Selknam) voordat het te laat zou zijn. Hij bracht dit onder de aandacht van de Chileense en Argentijnse overheid. Het mocht niet meer baten.
Alejandro Cañas schatte de populatie in 1896 op 3000 Selknam. Martín Gusinde, die het volk in het begin van de 20e eeuw bestudeerde, stelde hun aantal rond 1870 op 3500 à 4000; hij schreef in 1919 dat er nog 279 Selknam waren. In 1945 telde de Salesiaanse missionaris Lorenzo Massa een aantal van 25. In 1966 overleed de laatste Selknam-vrouw die nog als indiaan had geleefd. In mei 1974 overleed de laatste volbloed-Selknam, Ángela Loij.
Volgens de Argentijnse volkstelling van 2001 woonden er op Vuurland nog 391 mensen die zich Selknam noemden, en nog eens 114 elders in Argentinië.
De Argentijnse volkstelling van 2010 toonde in het hele land het bestaan van 2761 mensen die zichzelf Ona noemden, waarvan 294 op Vuurland. Feitelijk gaat het om mestiezen, die na bijvoorbeeld drie generaties gemengde huwelijken nog voor ⅛ Selknam zijn.